# Gréez-sur-Roc
Gréez-sur-Roc és un municipi francès situat al departament del Sarthe i a la regió de País del Loira. L'any 2007 tenia 406 habitants.

## Demografia

### Població
El 2007 la població de fet de Gréez-sur-Roc era de 406 persones. Hi havia 192 famílies de les quals 71 eren unipersonals (29 homes vivint sols i 42 dones vivint soles), 67 parelles sense fills, 42 parelles amb fills i 12 famílies monoparentals amb fills.
La població ha evolucionat segons el següent gràfic:
Habitants censats

### Habitatges
El 2007 hi havia 337 habitatges, 197 eren l'habitatge principal de la família, 112 eren segones residències i 28 estaven desocupats. Tots els 334 habitatges eren cases. Dels 197 habitatges principals, 159 estaven ocupats pels seus propietaris, 33 estaven llogats i ocupats pels llogaters i 4 estaven cedits a títol gratuït; 1 tenia una cambra, 23 en tenien dues, 56 en tenien tres, 58 en tenien quatre i 58 en tenien cinc o més. 129 habitatges disposaven pel capbaix d'una plaça de pàrquing. A 95 habitatges hi havia un automòbil i a 79 n'hi havia dos o més.

### Piràmide de població
La piràmide de població per edats i sexe el 2009 era:
| Homes | Edats   | Dones |
| ----- | ------- | ----- |
| 4     | 95 o +  | 0     |
| 0     | 90 a 94 | 4     |
| 4     | 85 a 89 | 0     |
| 12    | 80 a 84 | 8     |
| 12    | 75 a 79 | 24    |
| 20    | 70 a 74 | 24    |
| 16    | 65 a 69 | 12    |
| 0     | 60 a 64 | 8     |
| 12    | 55 a 59 | 8     |
| 4     | 50 a 54 | 12    |
| 16    | 45 a 49 | 4     |
| 24    | 40 a 44 | 8     |
| 12    | 35 a 39 | 16    |
| 16    | 30 a 34 | 4     |
| 16    | 25 a 29 | 12    |
| 0     | 20 a 24 | 4     |
| 4     | 15 a 19 | 8     |
| 4     | 10 a 14 | 24    |
| 16    | 5 a 9   | 4     |
| 16    | 0 a 4   | 8     |

## Economia
El 2007 la població en edat de treballar era de 220 persones, 153 eren actives i 67 eren inactives. De les 153 persones actives 144 estaven ocupades (86 homes i 58 dones) i 8 estaven aturades (2 homes i 6 dones). De les 67 persones inactives 30 estaven jubilades, 18 estaven estudiant i 19 estaven classificades com a «altres inactius».

### Ingressos
El 2009 a Gréez-sur-Roc hi havia 196 unitats fiscals que integraven 406 persones, la mediana anual d'ingressos fiscals per persona era de 16.107 €.

### Activitats econòmiques
Dels 11 establiments que hi havia el 2007, 1 era d'una empresa alimentària, 1 d'una empresa de fabricació d'altres productes industrials, 2 d'empreses de comerç i reparació d'automòbils, 1 d'una empresa de transport, 2 d'empreses d'hostatgeria i restauració, 1 d'una empresa immobiliària, 2 d'empreses de serveis i 1 d'una entitat de l'administració pública.
Dels 3 establiments de servei als particulars que hi havia el 2009, 1 era un taller de reparació d'automòbils i de material agrícola, 1 restaurant i 1 agència immobiliària.
Dels 2 establiments comercials que hi havia el 2009, 1 era una botiga de menys de 120 m² i 1 una carnisseria.
L'any 2000 a Gréez-sur-Roc hi havia 30 explotacions agrícoles que ocupaven un total de 1.092 hectàrees.

## Equipaments sanitaris i escolars
El 2009 hi havia una escola elemental integrada dins d'un grup escolar amb les comunes properes formant una escola dispersa.

## Poblacions més properes
El següent diagrama mostra les poblacions més properes.